# Maksymiwka (rejon łozowski)
Maksymiwka (ukr. Максимівка) – wieś na Ukrainie, w obwodzie charkowskim, w rejonie łozowskim, w hromadzie Ołeksijiwka. W 2001 liczyła 171 mieszkańców, wśród których 141 wskazało jako ojczysty język ukraiński, 24 rosyjski, 3 mołdawski, 1 węgierski, 1 białoruski, a 1 inny.